# Machang (ort i Kina, Shaanxi, lat 33,19, long 107,38)
Machang (kinesiska: 马畅, 马畅镇) är en ort i Kina. Den ligger i provinsen Shaanxi, i den nordvästra delen av landet, omkring 180 kilometer sydväst om provinshuvudstaden Xi'an. Antalet invånare är 15 552. Befolkningen består av 7 662 kvinnor och 7 890 män. Barn under 15 år utgör 17,0 %, vuxna 15-64 år 70 %, och äldre över 65 år 11,0 %.
Runt Machang är det ganska tätbefolkat, med 185 invånare per kvadratkilometer. Närmaste större samhälle är Chenggu Xian, 6,1 km sydväst om Machang. Trakten runt Machang består till största delen av jordbruksmark.
Genomsnittlig årsnederbörd är 1 044 millimeter. Den regnigaste månaden är juli, med i genomsnitt 226 mm nederbörd, och den torraste är december, med 2 mm nederbörd.